# Golden Globe per il miglior attore in un film drammatico
Il Golden Globe per il miglior attore in un film drammatico viene assegnato al miglior attore drammatico dalla HFPA (Hollywood Foreign Press Association).
Fino al 1950 il nome esatto del premio era Golden Globe per il miglior attore.

## Vincitori e candidati
L'elenco mostra il vincitore di ogni anno, seguito dagli attori che hanno ricevuto una candidatura. Per ogni attore viene indicato il film che gli è valso la candidatura (titolo italiano e titolo originale tra parentesi).

### 1940
- 1944
  - Paul Lukas - Quando il giorno verrà (Watch on the Rhine)
- 1945
  - Alexander Knox - Wilson
- 1946
  - Ray Milland - Giorni perduti (The Lost Weekend)
- 1947
  - Gregory Peck - Il cucciolo (The Yearling)
- 1948
  - Ronald Colman - Doppia vita (A Double Life)
- 1949
  - Laurence Olivier - Amleto (Hamlet)

### 1950
- 1950
  - Broderick Crawford - Tutti gli uomini del re (All the King's Men)
  - Richard Todd - Cuore solitario (The Hasty Heart)
- 1951
  - José Ferrer - Cirano di Bergerac (Cyrano de Bergerac)
  - James Stewart - Harvey
  - Louis Calhern - The Magnificent Yankee
- 1952
  - Fredric March - Morte di un commesso viaggiatore (Death of a Salesman)
  - Arthur Kennedy - Vittoria sulle tenebre (Bright Victory)
  - Kirk Douglas - Pietà per i giusti (Detective Story)
- 1953
  - Gary Cooper - Mezzogiorno di fuoco (High Noon)
  - Charles Boyer - Tempo felice (The Happy Time)
  - Ray Milland - La spia (The Thief)
- 1954
  - Spencer Tracy - L'attrice (The Actress)
- 1955
  - Marlon Brando - Fronte del porto (On the Waterfront)
- 1956
  - Ernest Borgnine - Marty, vita di un timido (Marty)
- 1957
  - Kirk Douglas - Brama di vivere (Lust for Life)
  - Karl Malden - Baby Doll - La bambola viva (Baby Doll)
  - Gary Cooper - La legge del Signore (Friendly Persuasion)
  - Burt Lancaster - Il mago della pioggia (The Rainmaker)
  - Charlton Heston - I dieci comandamenti (The Ten Commandments)
- 1958
  - Alec Guinness - Il ponte sul fiume Kwai (The Bridge on the River Kwai)
  - Henry Fonda - La parola ai giurati (Twelve Angry Men)
  - Anthony Franciosa - Un cappello pieno di pioggia (A Hatful of Rain)
  - Marlon Brando - Sayonara
  - Charles Laughton - Testimone d'accusa (Witness for the Prosecution)
- 1959
  - David Niven - Tavole separate (Separate Tables)
  - Tony Curtis - La parete di fango (The Defiant Ones)
  - Sidney Poitier - La parete di fango (The Defiant Ones)
  - Robert Donat - La locanda della sesta felicità (The Inn of the Sixth Happiness)
  - Spencer Tracy - Il vecchio e il mare (The Old Man and the Sea)

### 1960
- 1960
  - Anthony Franciosa - Il prezzo del successo (Career)
  - Charlton Heston - Ben-Hur
  - Joseph Schildkraut - Il diario di Anna Frank (The Diary of Anne Frank)
  - Richard Burton - I giovani arrabbiati (Look Back in Anger)
  - Fredric March - Nel mezzo della notte (Middle of the Night)
- 1961
  - Burt Lancaster - Il figlio di Giuda (Elmer Gantry)
  - Spencer Tracy - ...e l'uomo creò Satana (Inherit the Wind)
  - Trevor Howard - Figli e amanti (Sons and Lovers)
  - Dean Stockwell - Figli e amanti (Sons and Lovers)
  - Laurence Olivier - Spartacus
- 1962
  - Maximilian Schell - Vincitori e vinti (Judgment at Nuremberg)
  - Maurice Chevalier - Fanny
  - Paul Newman - Lo spaccone (The Hustler)
  - Sidney Poitier - Un grappolo di sole (A Raisin in the Sun)
  - Warren Beatty - Splendore nell'erba (Splendor in the Grass)
- 1963
  - Gregory Peck - Il buio oltre la siepe (To Kill a Mockingbird)
  - Burt Lancaster - L'uomo di Alcatraz (Birdman of Alcatraz)
  - Jack Lemmon - I giorni del vino e delle rose (Days of Wine and Roses)
  - Jackie Gleason - Gigò (Gigot)
  - Peter O'Toole - Lawrence d'Arabia (Lawrence of Arabia)
  - Anthony Quinn - Lawrence d'Arabia (Lawrence of Arabia)
  - James Mason - Lolita
  - Bobby Darin - La scuola dell'odio (Pressure Point)
  - Paul Newman - La dolce ala della giovinezza (Sweet Bird of Youth)
  - Laurence Harvey - Avventura nella fantasia (The Wonderful World of the Brothers Grimm)
- 1964
  - Sidney Poitier - I gigli del campo (Lilies of the Field)
  - Stathis Giallelis - Il ribelle dell'Anatolia (America, America)
  - Gregory Peck - Capitan Newman (Captain Newman, M.D.)
  - Tom Tryon - Il cardinale (The Cardinal)
  - Rex Harrison - Cleopatra
  - Paul Newman - Hud il selvaggio (Hud)
  - Steve McQueen - Strano incontro (Love with the Proper Stranger)
  - Marlon Brando - Missione in Oriente - Il brutto americano (The Ugly American)
- 1965
  - Peter O'Toole - Becket e il suo re (Becket)
  - Anthony Quinn - Zorba il greco (Alexis Zorbas)
  - Richard Burton - Becket e il suo re (Becket)
  - Anthony Franciosa - Rio Conchos
  - Fredric March - Sette giorni a maggio (Seven Days in May)
- 1966
  - Omar Sharif - Il dottor Živago (Doctor Zhivago)
  - Rex Harrison - Il tormento e l'estasi (The Agony and the Ecstasy)
  - Sidney Poitier - Incontro al Central Park (A Patch of Blue)
  - Rod Steiger - L'uomo del banco dei pegni (The Pawnbroker)
  - Oskar Werner - La nave dei folli (Ship of Fools)
- 1967
  - Paul Scofield - Un uomo per tutte le stagioni (A Man for All Seasons)
  - Michael Caine - Alfie
  - Max von Sydow - Hawaii
  - Steve McQueen - Quelli della San Pablo (The Sand Pebbles)
  - Richard Burton - Chi ha paura di Virginia Woolf? (Who's Afraid of Virginia Woolf?)
- 1968
  - Rod Steiger - La calda notte dell'ispettore Tibbs (In the Heat of the Night)
  - Warren Beatty - Gangster Story (Bonnie and Clyde)
  - Paul Newman - Nick mano fredda (Cool Hand Luke)
  - Alan Bates - Via dalla pazza folla (Far from the Madding Crowd)
  - Spencer Tracy - Indovina chi viene a cena? (Guess Who's Coming to Dinner)
  - Sidney Poitier - La calda notte dell'ispettore Tibbs (In the Heat of the Night)
- 1969
  - Peter O'Toole - Il leone d'inverno (The Lion in Winter)
  - Tony Curtis - Lo strangolatore di Boston (The Boston Strangler)
  - Cliff Robertson - I due mondi di Charly (Charly)
  - Alan Bates - L'uomo di Kiev (The Fixer)
  - Alan Arkin - L'urlo del silenzio (The Heart Is a Lonely Hunter)

### 1970
- 1970
  - John Wayne - Il Grinta (True Grit)
  - Richard Burton - Anna dei mille giorni (Anne of the Thousand Days)
  - Dustin Hoffman - Un uomo da marciapiede (Midnight Cowboy)
  - Jon Voight - Un uomo da marciapiede (Midnight Cowboy)
  - Alan Arkin - Papà... abbaia piano! (Popi)
- 1971
  - George C. Scott - Patton, generale d'acciaio (Patton)
  - Jack Nicholson - Cinque pezzi facili (Five Easy Pieces)
  - James Earl Jones - Per salire più in basso (The Great White Hope)
  - Melvyn Douglas - Anello di sangue (I Never Sang for My Father)
  - Ryan O'Neal - Love Story
- 1972
  - Gene Hackman - Il braccio violento della legge (The French Connection)
  - Jack Nicholson - Conoscenza carnale (Carnal Knowledge)
  - Malcolm McDowell - Arancia meccanica (A Clockwork Orange)
  - George C. Scott - Anche i dottori ce l'hanno (The Hospital)
  - Peter Finch - Domenica, maledetta domenica (Sunday Bloody Sunday)
- 1973
  - Marlon Brando - Il padrino (The Godfather)
  - Jon Voight - Un tranquillo weekend di paura (Deliverance)
  - Al Pacino - Il padrino (The Godfather)
  - Michael Caine - Gli insospettabili (Sleuth)
  - Laurence Olivier - Gli insospettabili (Sleuth)
- 1974
  - Al Pacino - Serpico
  - Robert Blake - Electra Glide (Electra Glide in Blue)
  - Jack Nicholson - L'ultima corvé (The Last Detail)
  - Steve McQueen - Papillon
  - Jack Lemmon - Salvate la tigre (Save the Tiger)
- 1975
  - Jack Nicholson - Chinatown
  - Gene Hackman - La conversazione (The Conversation)
  - James Caan - 40.000 dollari per non morire (The Gambler)
  - Al Pacino - Il padrino - Parte II (The Godfather: Part II)
  - Dustin Hoffman - Lenny
- 1976
  - Jack Nicholson - Qualcuno volò sul nido del cuculo (One Flew over the Cuckoo's Nest)
  - Al Pacino - Quel pomeriggio di un giorno da cani (Dog Day Afternoon)
  - Gene Hackman - Il braccio violento della legge Nº 2 (French Connection II)
  - James Whitmore - Give 'em Hell, Harry!
  - Maximilian Schell - The Man in the Glass Booth (The Man in the Glass Booth)
- 1977
  - Peter Finch - Quinto potere (Network)
  - David Carradine - Questa terra è la mia terra (Bound for Glory)
  - Dustin Hoffman - Il maratoneta (Marathon Man)
  - Sylvester Stallone - Rocky
  - Robert De Niro - Taxi Driver
- 1978
  - Richard Burton - Equus
  - Al Pacino - Un attimo, una vita (Bobby Deerfield)
  - Marcello Mastroianni - Una giornata particolare
  - Henry Winkler - Heroes
  - Gregory Peck - MacArthur il generale ribelle (MacArthur)
- 1979
  - Jon Voight - Tornando a casa (Coming Home)
  - Gregory Peck - I ragazzi venuti dal Brasile (The Boys from Brazil)
  - Robert De Niro - Il cacciatore (The Deer Hunter)
  - Anthony Hopkins - Magic - Magia (Magic)
  - Brad Davis - Fuga di mezzanotte (Midnight Express)

### 1980
- 1980
  - Dustin Hoffman - Kramer contro Kramer (Kramer vs. Kramer)
  - Al Pacino - ...e giustizia per tutti (...And Justice for All)
  - Jon Voight - Il campione (The Champ)
  - Jack Lemmon - Sindrome cinese (The China Syndrome)
  - James Woods - Il campo di cipolle (The Onion Field)
- 1981
  - Robert De Niro - Toro scatenato (Raging Bull)
  - John Hurt - The Elephant Man
  - Donald Sutherland - Gente comune (Ordinary People)
  - Peter O'Toole - Professione pericolo (The Stunt Man)
  - Jack Lemmon - Tribute - Serata d'onore (Tribute)
- 1982
  - Henry Fonda - Sul lago dorato (On Golden Pond)
  - Burt Lancaster - Atlantic City, U.S.A. (Atlantic City)
  - Treat Williams - Il principe della città (Prince of the City)
  - Warren Beatty - Reds
  - Timothy Hutton - Taps - Squilli di rivolta (Taps)
- 1983
  - Ben Kingsley - Gandhi
  - Jack Lemmon - Missing - Scomparso (Missing)
  - Richard Gere - Ufficiale e gentiluomo (An Officer and a Gentleman)
  - Albert Finney - Spara alla luna (Shoot the Moon)
  - Paul Newman - Il verdetto (The Verdict)
- 1984
  - Robert Duvall - Tender Mercies - Un tenero ringraziamento (Tender Mercies)
  - Tom Courtenay - Il servo di scena (The Dresser)
  - Albert Finney - Il servo di scena (The Dresser)
  - Richard Farnsworth - The Grey Fox
  - Tom Conti - Reuben, Reuben
  - Al Pacino - Scarface
  - Eric Roberts - Star 80
- 1985
  - F. Murray Abraham - Amadeus
  - Tom Hulce - Amadeus
  - Sam Waterston - Urla del silenzio (The Killing Fields)
  - Jeff Bridges - Starman
  - Albert Finney - Sotto il vulcano (Under the Volcano)
- 1986
  - Jon Voight - A 30 secondi dalla fine (Runaway Train)
  - William Hurt - Il bacio della donna ragno (Kiss of the Spider Woman)
  - Raúl Juliá - Il bacio della donna ragno (Kiss of the Spider Woman)
  - Gene Hackman - Due volte nella vita (Twice in a Lifetime)
  - Harrison Ford - Witness - Il testimone (Witness)
- 1987
  - Bob Hoskins - Mona Lisa
  - Dexter Gordon - Round Midnight - A mezzanotte circa (Round Midnight)
  - William Hurt - Figli di un dio minore (Children of a Lesser God)
  - Paul Newman - Il colore dei soldi (The Color of Money)
  - Jeremy Irons - Mission (The Mission)
  - Harrison Ford - Mosquito Coast (The Mosquito Coast)
- 1988
  - Michael Douglas - Wall Street
  - Denzel Washington - Grido di libertà (Cry Freedom)
  - Jack Nicholson - Ironweed
  - John Lone - L'ultimo imperatore (The Last Emperor)
  - Nick Nolte - Weeds
- 1989
  - Dustin Hoffman - Rain Man - L'uomo della pioggia (Rain Man)
  - Forest Whitaker - Bird
  - Tom Hulce - Nick e Gino (Dominick and Eugene)
  - Gene Hackman - Mississippi Burning - Le radici dell'odio (Mississippi Burning)
  - Edward James Olmos - La forza della volontà (Stand and Deliver)

### 1990
- 1990
  - Tom Cruise - Nato il quattro luglio (Born on the Fourth of July)
  - Jack Lemmon - Dad - Papà (Dad)
  - Robin Williams - L'attimo fuggente (Dead Poets Society)
  - Daniel Day-Lewis - Il mio piede sinistro (My Left Foot)
  - Al Pacino - Seduzione pericolosa (Sea of Love)
- 1991
  - Jeremy Irons - Il mistero Von Bulow (Reversal of Fortune)
  - Robin Williams - Risvegli (Awakenings)
  - Kevin Costner - Balla coi lupi (Dances with Wolves)
  - Richard Harris - Il campo (The Field)
  - Al Pacino - Il padrino - Parte III (The Godfather: Part III)
- 1992
  - Nick Nolte - Il principe delle maree (The Prince of Tides)
  - Warren Beatty - Bugsy
  - Robert De Niro - Cape Fear - Il promontorio della paura (Cape Fear)
  - Kevin Costner - JFK - Un caso ancora aperto (JFK)
  - Anthony Hopkins - Il silenzio degli innocenti (The Silence of the Lambs)
- 1993
  - Al Pacino - Scent of a Woman - Profumo di donna (Scent of a Woman)
  - Robert Downey Jr. - Charlot (Chaplin)
  - Tom Cruise - Codice d'onore (A Few Good Men)
  - Jack Nicholson - Hoffa - Santo o mafioso? (Hoffa)
  - Denzel Washington - Malcolm X
- 1994
  - Tom Hanks - Philadelphia
  - Harrison Ford - Il fuggitivo (The Fugitive)
  - Daniel Day-Lewis - Nel nome del padre (In the Name of the Father)
  - Anthony Hopkins - Quel che resta del giorno (The Remains of the Day)
  - Liam Neeson - Schindler's List - La lista di Schindler (Schindler's List)
- 1995
  - Tom Hanks - Forrest Gump
  - Brad Pitt - Vento di passioni (Legends of the Fall)
  - Paul Newman - La vita a modo mio (Nobody's Fool)
  - John Travolta - Pulp Fiction
  - Morgan Freeman - Le ali della libertà (The Shawshank Redemption)
- 1996
  - Nicolas Cage - Via da Las Vegas (Leaving Las Vegas)
  - Sean Penn - Dead Man Walking - Condannato a morte (Dead Man Walking)
  - Richard Dreyfuss - Goodbye Mr. Holland (Mr. Holland's Opus)
  - Anthony Hopkins - Gli intrighi del potere - Nixon (Nixon)
  - Ian McKellen - Riccardo III (Richard III)
- 1997
  - Geoffrey Rush - Shine
  - Ralph Fiennes - Il paziente inglese (The English Patient)
  - Liam Neeson - Michael Collins
  - Woody Harrelson - Larry Flynt - Oltre lo scandalo (The People vs. Larry Flynt)
  - Mel Gibson - Ransom - Il riscatto (Ransom)
- 1998
  - Peter Fonda - L'oro di Ulisse (Ulee's Gold)
  - Djimon Hounsou - Amistad
  - Daniel Day-Lewis - The Boxer
  - Matt Damon - Will Hunting - Genio ribelle (Good Will Hunting)
  - Leonardo DiCaprio - Titanic
- 1999
  - Jim Carrey - The Truman Show
  - Nick Nolte - Affliction
  - Ian McKellen - Demoni e dei (Gods and Monsters)
  - Tom Hanks - Salvate il soldato Ryan (Saving Private Ryan)
  - Stephen Fry - Wilde

### 2000
- 2000
  - Denzel Washington - Hurricane - Il grido dell'innocenza (The Hurricane)
  - Kevin Spacey - American Beauty
  - Russell Crowe - Insider - Dietro la verità (The Insider)
  - Richard Farnsworth - Una storia vera (The Straight Story)
  - Matt Damon - Il talento di Mr. Ripley (The Talented Mr. Ripley)
- 2001
  - Tom Hanks - Cast Away
  - Javier Bardem - Prima che sia notte (Before Night Falls)
  - Russell Crowe - Il gladiatore (Gladiator)
  - Geoffrey Rush - Quills - La penna dello scandalo (Quills)
  - Michael Douglas - Wonder Boys
- 2002
  - Russell Crowe - A Beautiful Mind
  - Will Smith - Alì (Ali)
  - Billy Bob Thornton - L'uomo che non c'era (The Man Who Wasn't There)
  - Kevin Spacey - The Shipping News - Ombre dal profondo (The Shipping News)
  - Denzel Washington - Training Day
- 2003
  - Jack Nicholson - A proposito di Schmidt (About Schmidt)
  - Leonardo DiCaprio - Prova a prendermi (Catch Me If You Can)
  - Daniel Day-Lewis - Gangs of New York
  - Adrien Brody - Il pianista (The Pianist)
  - Michael Caine - The Quiet American
- 2004
  - Sean Penn - Mystic River
  - Russell Crowe - Master & Commander - Sfida ai confini del mare (Master and Commander: The Far Side of the World)
  - Tom Cruise - L'ultimo samurai (The Last Samurai)
  - Ben Kingsley - La casa di sabbia e nebbia (House of Sand and Fog)
  - Jude Law - Ritorno a Cold Mountain (Cold Mountain)
- 2005
  - Leonardo DiCaprio - The Aviator
  - Javier Bardem - Mare dentro (Mar adentro)
  - Don Cheadle - Hotel Rwanda
  - Johnny Depp - Neverland - Un sogno per la vita (Finding Neverland)
  - Liam Neeson - Kinsey
- 2006
  - Philip Seymour Hoffman - Truman Capote - A sangue freddo (Capote)
  - Russell Crowe - Cinderella Man - Una ragione per lottare (Cinderella Man)
  - Terrence Howard - Hustle & Flow - Il colore della musica (Hustle & Flow)
  - Heath Ledger - I segreti di Brokeback Mountain (Brokeback Mountain)
  - David Strathairn - Good Night, and Good Luck.
- 2007
  - Forest Whitaker - L'ultimo re di Scozia (The Last King of Scotland)
  - Leonardo DiCaprio - Blood Diamond - Diamanti di sangue (Blood Diamond)
  - Leonardo DiCaprio - The Departed - Il bene e il male (The Departed)
  - Peter O'Toole - Venus
  - Will Smith - La ricerca della felicità (The Pursuit of Happyness)
- 2008
  - Daniel Day-Lewis - Il petroliere (There Will Be Blood)
  - George Clooney - Michael Clayton
  - James McAvoy - Espiazione (Atonement)
  - Viggo Mortensen - La promessa dell'assassino (Eastern Promises)
  - Denzel Washington - American Gangster
- 2009
  - Mickey Rourke - The Wrestler
  - Leonardo DiCaprio - Revolutionary Road
  - Frank Langella - Frost/Nixon - Il duello (Frost/Nixon)
  - Sean Penn - Milk
  - Brad Pitt - Il curioso caso di Benjamin Button (The Curious Case of Benjamin Button)

### 2010
- 2010
  - Jeff Bridges - Crazy Heart
  - George Clooney - Tra le nuvole (Up in the Air)
  - Colin Firth - A Single Man
  - Morgan Freeman - Invictus - L'invincibile (Invictus)
  - Tobey Maguire - Brothers
- 2011
  - Colin Firth - Il discorso del re (The King's Speech)
  - Jesse Eisenberg - The Social Network
  - James Franco - 127 ore (127 hours)
  - Ryan Gosling - Blue Valentine
  - Mark Wahlberg - The Fighter
- 2012
  - George Clooney - Paradiso amaro (The Descendants)
  - Leonardo DiCaprio - J. Edgar
  - Michael Fassbender - Shame
  - Ryan Gosling - Le idi di marzo (The Ides of March)
  - Brad Pitt - L'arte di vincere (Moneyball)
- 2013
  - Daniel Day-Lewis - Lincoln
  - Richard Gere - La frode (Arbitrage)
  - John Hawkes - The Sessions - Gli incontri (The Sessions)
  - Joaquin Phoenix - The Master
  - Denzel Washington - Flight
- 2014
  - Matthew McConaughey - Dallas Buyers Club
  - Chiwetel Ejiofor - 12 anni schiavo (12 Years a Slave)
  - Idris Elba - Mandela - La lunga strada verso la libertà (Long Walk to Freedom)
  - Tom Hanks - Captain Phillips - Attacco in mare aperto (Captain Phillips)
  - Robert Redford - All Is Lost - Tutto è perduto (All Is Lost)
- 2015
  - Eddie Redmayne - La teoria del tutto (The Theory of Everything)
  - Steve Carell - Foxcatcher - Una storia americana (Foxcatcher)
  - Benedict Cumberbatch - The Imitation Game
  - Jake Gyllenhaal - Lo sciacallo - Nightcrawler (Nightcrawler )
  - David Oyelowo - Selma - La strada per la libertà (Selma)
- 2016
  - Leonardo DiCaprio - Revenant - Redivivo (The Revenant)
  - Bryan Cranston - L'ultima parola - La vera storia di Dalton Trumbo (Trumbo)
  - Michael Fassbender - Steve Jobs
  - Eddie Redmayne - The Danish Girl
  - Will Smith - Zona d'ombra (Concussion)
- 2017
  - Casey Affleck - Manchester by the Sea
  - Joel Edgerton - Loving - L'amore deve nascere libero (Loving)
  - Andrew Garfield - La battaglia di Hacksaw Ridge (Hacksaw Ridge)
  - Viggo Mortensen - Captain Fantastic
  - Denzel Washington - Barriere (Fences)
- 2018
  - Gary Oldman - L'ora più buia (Darkest Hour)
  - Timothée Chalamet - Chiamami col tuo nome (Call Me by Your Name)
  - Daniel Day-Lewis - Il filo nascosto (Phantom Thread)
  - Tom Hanks - The Post
  - Denzel Washington - End of Justice - Nessuno è innocente (Roman J. Israel, Esq.)
- 2019
  - Rami Malek - Bohemian Rhapsody
  - Bradley Cooper - A Star Is Born
  - Willem Dafoe - Van Gogh - Sulla soglia dell'eternità (At Eternity's Gate)
  - Lucas Hedges - Boy Erased - Vite cancellate (Boy Erased)
  - John David Washington - BlacKkKlansman

### 2020
- 2020
  - Joaquin Phoenix - Joker
  - Christian Bale - Le Mans '66 - La grande sfida (Ford v Ferrari)
  - Antonio Banderas - Dolor y gloria
  - Adam Driver - Storia di un matrimonio (Marriage Story)
  - Jonathan Pryce - I due papi (The Two Popes)
- 2021
  - Chadwick Boseman (postumo) - Ma Rainey's Black Bottom
  - Riz Ahmed - Sound of Metal
  - Anthony Hopkins - The Father (The Father)
  - Gary Oldman - Mank
  - Tahar Rahim - The Mauritanian
- 2022
  - Will Smith - Una famiglia vincente - King Richard (King Richard)
  - Mahershala Ali - Il canto del cigno
  - Javier Bardem - A proposito dei Ricardo (Being the Ricardos)
  - Benedict Cumberbatch - Il potere del cane (The Power of the Dog)
  - Denzel Washington - Macbeth (The Tragedy of Macbeth)
- 2023
  - Austin Butler – Elvis
  - Brendan Fraser – The Whale
  - Hugh Jackman – The Son
  - Bill Nighy – Living
  - Jeremy Pope – The Inspection
- 2024
  - Cillian Murphy – Oppenheimer
  - Bradley Cooper – Maestro
  - Leonardo DiCaprio – Killers of the Flower Moon
  - Colman Domingo – Rustin
  - Barry Keoghan – Saltburn
  - Andrew Scott – Estranei (All of Us Strangers)
- 2025
  - Adrien Brody – The Brutalist
  - Timothée Chalamet – A Complete Unknown
  - Daniel Craig – Queer
  - Colman Domingo – Sing Sing
  - Ralph Fiennes – Conclave
  - Sebastian Stan – The Apprentice - Alle origini di Trump (The Apprentice)

## Plurivincitori
Ecco di seguito la lista degli attori plurivincitori di un Golden Globe per il miglior attore in un film drammatico:
| Premi | Naz.                   | Attore            | Anni            |
| ----- | ---------------------- | ----------------- | --------------- |
| 3     | Stati Uniti (bandiera) | Jack Nicholson    | 1975-1976, 2003 |
| 3     | Stati Uniti (bandiera) | Tom Hanks         | 1994-1995, 2001 |
| 2     | Stati Uniti (bandiera) | Gregory Peck      | 1947, 1963      |
| 2     | Stati Uniti (bandiera) | Marlon Brando     | 1955, 1973      |
| 2     | Regno Unito (bandiera) | Peter O'Toole     | 1965, 1969      |
| 2     | Stati Uniti (bandiera) | Al Pacino         | 1974, 1993      |
| 2     | Stati Uniti (bandiera) | Jon Voight        | 1979, 1986      |
| 2     | Stati Uniti (bandiera) | Dustin Hoffmann   | 1980, 1989      |
| 2     | Stati Uniti (bandiera) | Leonardo DiCaprio | 2005, 2016      |
| 2     | Regno Unito (bandiera) | Daniel Day-Lewis  | 2008, 2013      |